# Piotr Naszarkowski
Piotr Jerzy Naszarkowski, född 3 maj 1952, är en polsk gravör som har varit bosatt i Sverige sedan 1989. Han har gjort gravyrer till främst svenska frimärken men även till bokillustrationer, sedlar med mera.
Naszarkowski är född och uppvuxen i Polen där han 1980 tog examen från konstskolan i Warszawa. Mellan 1978 och 1980 arbetade han som scenograf på marionetteatern Guliwer. 1980-1981 arbetade han på den Polska televisionen, men sa upp sig tillsammans med andra artister av solidaritet med de strejkande i fackföreningen Solidarność.
Naszarkowski började arbeta på det Polska sedeltryckeriet där han lärde sig konsten att gravera på koppar och plåt.
Naszarkowskis första frimärksgravyr trycktes och gavs ut 1985. Hans nittionionde och hundrade frimärke föreställde Greta Garbo och gavs ut i september 2005 i en samutgåva mellan Sverige och USA.